# لويد يودر
لويد يودر (بالإنجليزية: Lloyd Yoder)‏ هو ضابط أمريكي، ولد في 13 يوليو 1903 في ساليم في الولايات المتحدة، وتوفي في 30 نوفمبر 1967 في سان فرانسيسكو في الولايات المتحدة.